# Kimiko Glenn
Kimiko Elizabeth Glenn, nota semplicemente come Kimiko Glenn (Phoenix, 27 giugno 1989), è un'attrice e cantante statunitense.
È nota principalmente per il ruolo di Brook Soso nella serie televisiva Netflix Orange Is the New Black. È inoltre apparsa in numerosi spettacoli a Broadway.

## Filmografia

### Cinema
- Nerve, regia di Henry Joost e Ariel Schulman (2016)
- Can You Keep a Secret?, regia di Elise Duran (2019)

### Televisione
- Law & Order - Unità vittime speciali (Law & Order: Special Victims Unit) – serie TV, episodio 15x23 (2014)
- Orange Is the New Black – serie TV, 44 episodi (2014–2019)
- Broad City – serie TV, episodio 2x08 (2015)
- High Maintenance – serie TV, episodio 1x05 (2016)
- The Guest Book – serie TV, 10 episodi (2018)
- Drunk History – serie TV, episodio 5x06 (2018)
- Catfish: false identità (Catfish: The TV Show) – programma TV, episodio 7x35 (2019)
- Sacred Lies – serie TV, 10 episodi (2020)

### Doppiatrice
- We Bare Bears - Siamo solo orsi (We Bare Bears) – serie animata, episodio 2x09 (2016)
- BoJack Horseman – serie animata, 8 episodi (2016–2019)
- Sofia la principessa (Sofia the First) – serie animata, episodio 4x07 (2017)
- Voltron: Legendary Defender – serie animata, 14 episodi (2017–2018)
- DuckTales – serie animata, 9 episodi (2017–in corso)
- Spider-Man - Un nuovo universo (Spider-Man: Into the Spider-Verse), regia di Bob Persichetti, Peter Ramsey e Rodney Rothman (2018)
- Elena di Avalor (Elena of Avalor) – serie animata, episodio 2x12 (2018)
- Summer Camp Island - Il campeggio fantastico (Summer Camp Island) – serie animata, 4 episodi (2018–2019)
- Carmen Sandiego – serie animata, episodio 1x07 (2019)
- Benvenuti al Wayne (Welcome to the Wayne) – serie animata, episodio 2x06 (2019)
- The Lion Guard – serie animata, 5 episodi (2019)
- Close Enough – serie animata (2020)
- My Little Pony: una nuova generazione (My Little Pony: A New Generation), regia di Robert Cullen e José Ucha (2021)
- Centaurworld - Il mondo dei centauri (Centaurworld) – serie animata, 18 episodi (2021)
- Spiderman: Across the Spiderverse, regia di Joaquim Dos Santos, Kemp Powers e Justin K. Thompson (2023)
- Kiff - serie animata, 31 episodi (2023-in corso)
- Hazbin Hotel – serie animata, 8 episodi (2024)
- Among Us – serie animata (2024)

## Doppiatrici italiane
- Joy Saltarelli in Orange Is the New Black, Sai tenere un segreto?, DuckTales (serie animata 2017)
- Olivia Costantini in Spiderman - Un nuovo universo, Spiderman: Across the Spiderverse
- Valentina Mari in BoJack Horseman
- Giulia Bersani in My Little Pony: una nuova generazione
- Emanuela Ionica in Centaurworld - Il mondo dei centauri
- Perla Liberatori in Kiff
- Sara Ciocca in Hazbin Hotel (Niffty)
- Anna Laviola in Hazbin Hotel (Susan)